# Jeannine Cook
Jeannine Cook, née en 1944, est une artiste contemporaine qui se spécialise dans le dessin à la pointe de métal,. D’abord encouragée par Jeanne Nelson Szabo, jadis professeur d’art à l'Université de Californie à Los Angeles, à se dédier à l’art plutôt qu’aux langues étrangères et au journalisme free-lance, Jeannine Cook fait ses débuts artistiques avec une exposition d’aquarelles dans le comté de Westchester, New York, et ailleurs dans l'État de New York en 1979.
Jeannine Cook ne tarde pas à se faire accepter comme membre d’organisations artistiques de New York telles que le Mamaroneck Artists Guild, le Catherine Lorillard Wolfe Artists Club, et l’American Artists Professional League, avec lesquelles elle a souvent exposé son travail. Par la suite, sa demande d’adhésion comme membre a été acceptée par la National Association of Women Artists, The Pen & Brush à New York, et le Women’s Caucus for Art ; elle a également obtenu le niveau de membre signature de la Georgia Watercolor Society.
Jeannine Cook poursuit sa pratique du dessin aux États-Unis ainsi qu’en Europe, et elle expose fréquemment, individuellement et en groupe, des deux côtés de l’Atlantique. Aujourd’hui, son œuvre est présente dans des collections permanentes de musées tels que le British Museum, le Victoria & Albert Museum, le Museum of Fine Arts Houston (Texas). le Museo de Bellas Artes de Bilbao (Espagne) et BAMPFA à Berkeley en Californie ainsi que dans différentes institutions dans le monde.

## Biographie
Née au Kenya, Jeannine Cook a grandi au sein des domaines familiaux, dans la Province du Nord en Tanzanie, près d’Arusha. Dès sa petite enfance, elle s’intéresse vivement à l’agriculture et elle travaille à côté des Africains, des Afrikaans, des Britanniques et des Sikhs, tous des employés des exploitations mixtes. Sous la tutelle de sa mère, Patricia Wright, elle apprend la botanique et la couleur appropriée de pétales d’innombrables fleurs cultivées commercialement pour leur semence. Elle a également participé à la culture du café, aux semences des haricots verts et des plantes aromatiques destinées au commerce des parfums. Les membres de la famille de Jeannine Cook ont été des écologistes fervents bien avant l’usage répandu de cette terminologie. Etant donné que Jeannine Cook vivait dans la même maison que ses parents et ses grands-parents, grands voyageurs, elle était exposée à des influences culturelles australiennes, européennes, asiatiques (surtout japonaises) et africaines. De tout cela découle assurément sa passion pour le monde naturel, pour les voyages et pour toutes formes d’art. Grâce aux heures innombrables d’envoûtement qu’elle passait dans la chambre noire auprès de son grand-père, photographe, elle acquit un amour profond pour la photographie et les dessins monochromatiques. En outre, pendant cette enfance africaine, elle apprit beaucoup sur la vie politique, africaine et britannique, car son grand-père, Francis James Anderson, et son père, Jack Wright, étaient politiquement très actifs.
Cook termina ses études secondaires au Lycée de Limuru, près de Nairobi, Kenya, au moment où son pays, le Tanganyika (la Tanzanie par la suite), acquiert son indépendance. Elle poursuit ses études en langues et en administration commerciale à Londres et à Paris, avant de travailler à Paris à l’organisation internationale du Centre européen pour la construction de lanceurs d'engins spatiaux, précurseur à l’Agence spatiale européenne. Par la suite, elle est diplômée de l'EFAP, l’Ecole Française de Communications. Elle épouse Albert Rundle Cook, homme scientifique britannique, et se fixe à New York, où elle partage son temps entre l’art et l’écriture de textes de non-fiction pour des publications telles que Connoisseur Magazine et d’autres. En 1983, Cook et son mari déménagent en Géorgie, au sud-est des États-Unis, où elle devient artiste à plein temps. Depuis, elle travaille surtout dans son atelier de Palma de Mallorca. Sa pratique principale est alors le dessin à la pointe de métal.

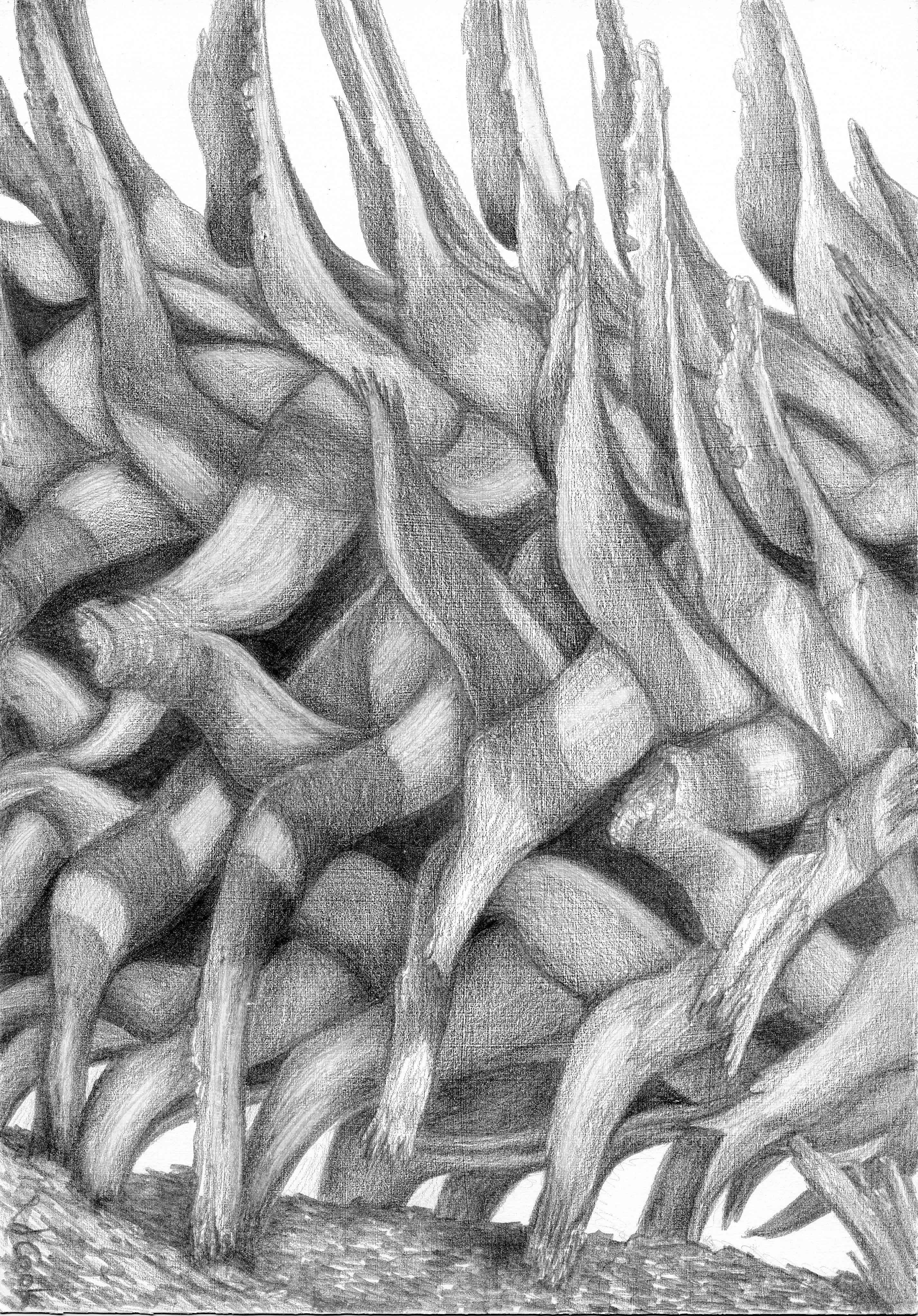
Fallen Palmetto, pointe d'argent, Jeannine Cook
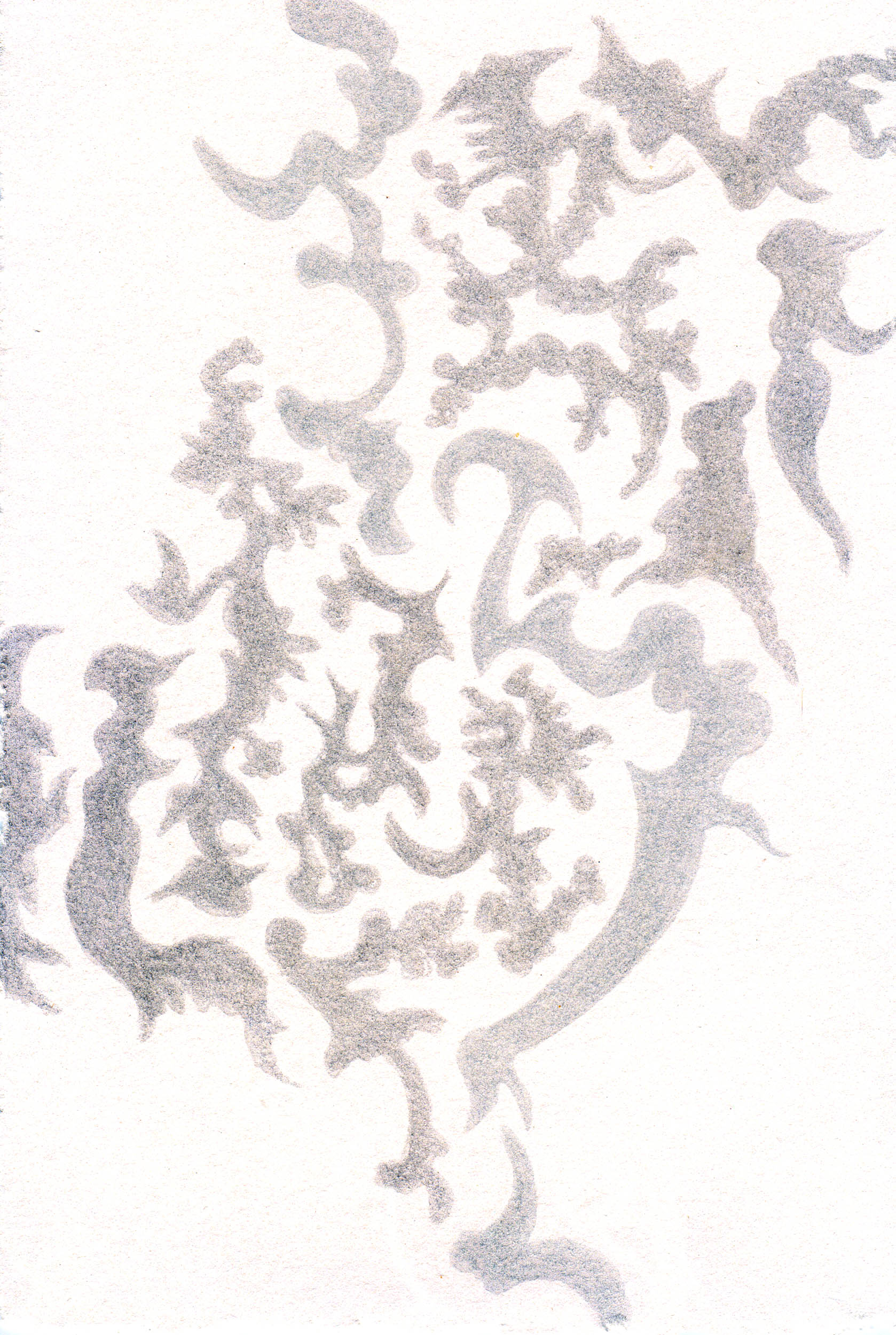
Limestone Lace, pointe d'argent, pointe d'or, Jeannine Cook
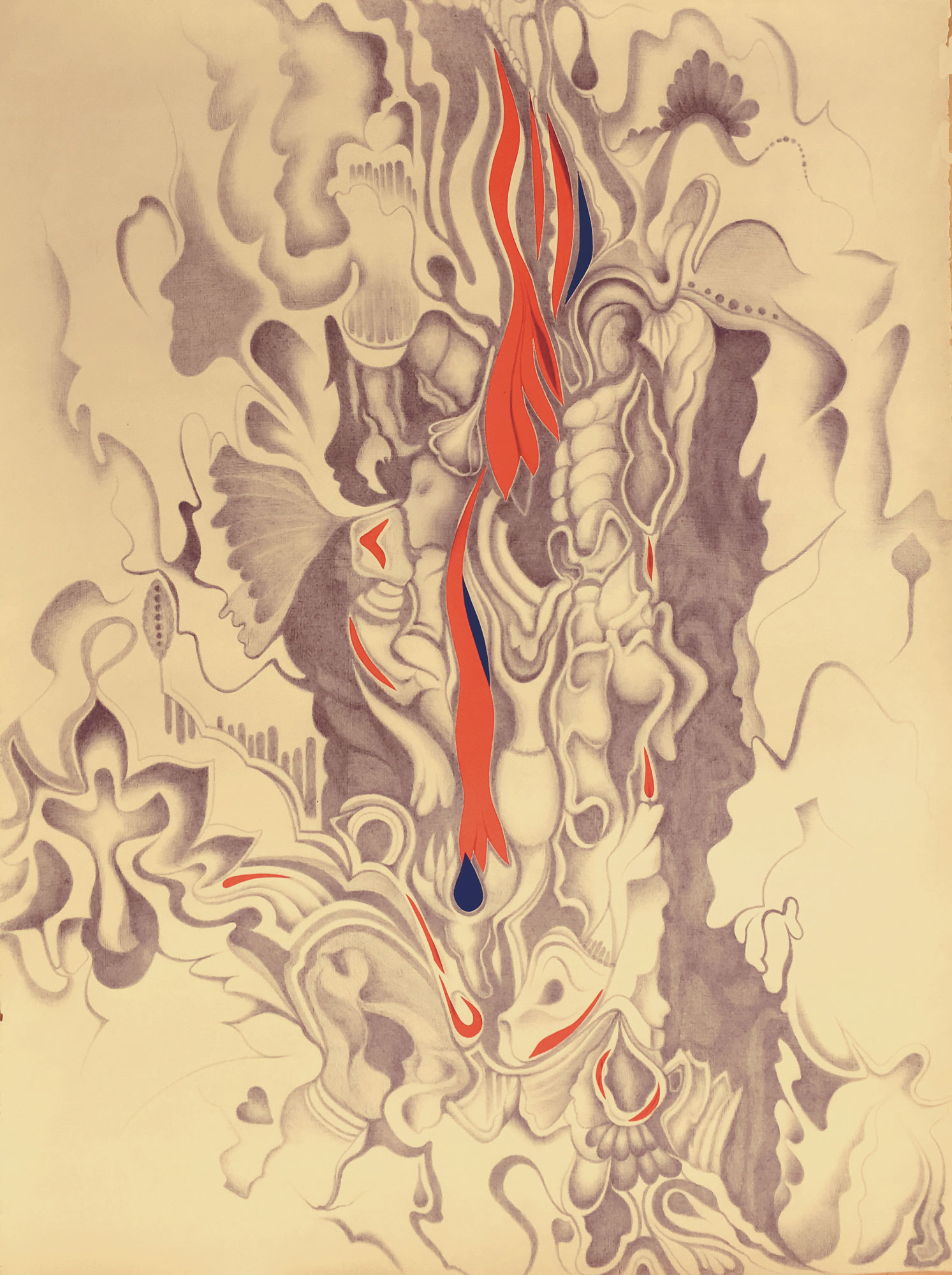
Miró's Pine Tree 2, pointe d'argent, papier Plike, Jeannine Cook
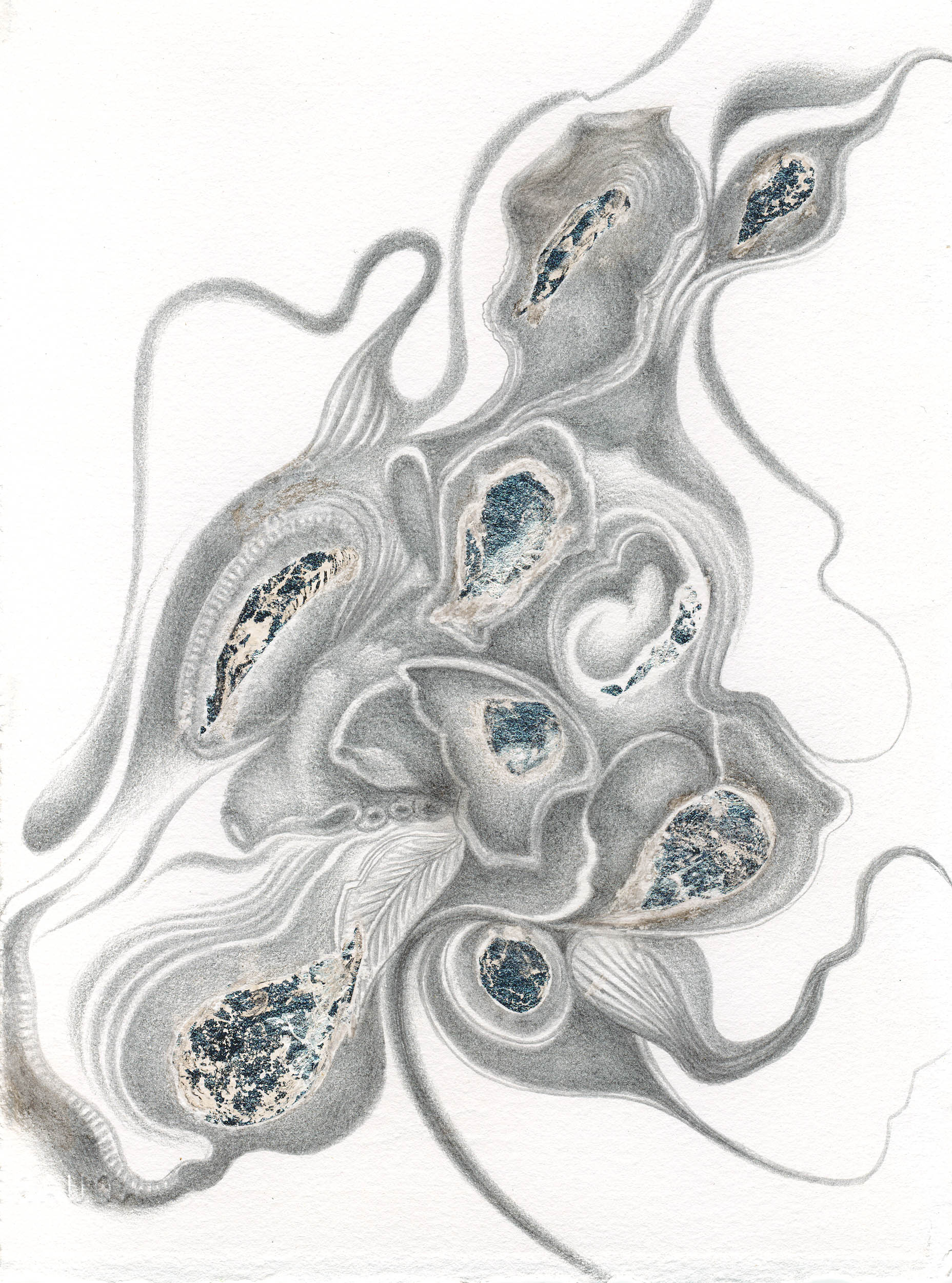
Pierres de Chablis, pointe d'argent, feuille d'argent, aquarelle, Jeannine Cook
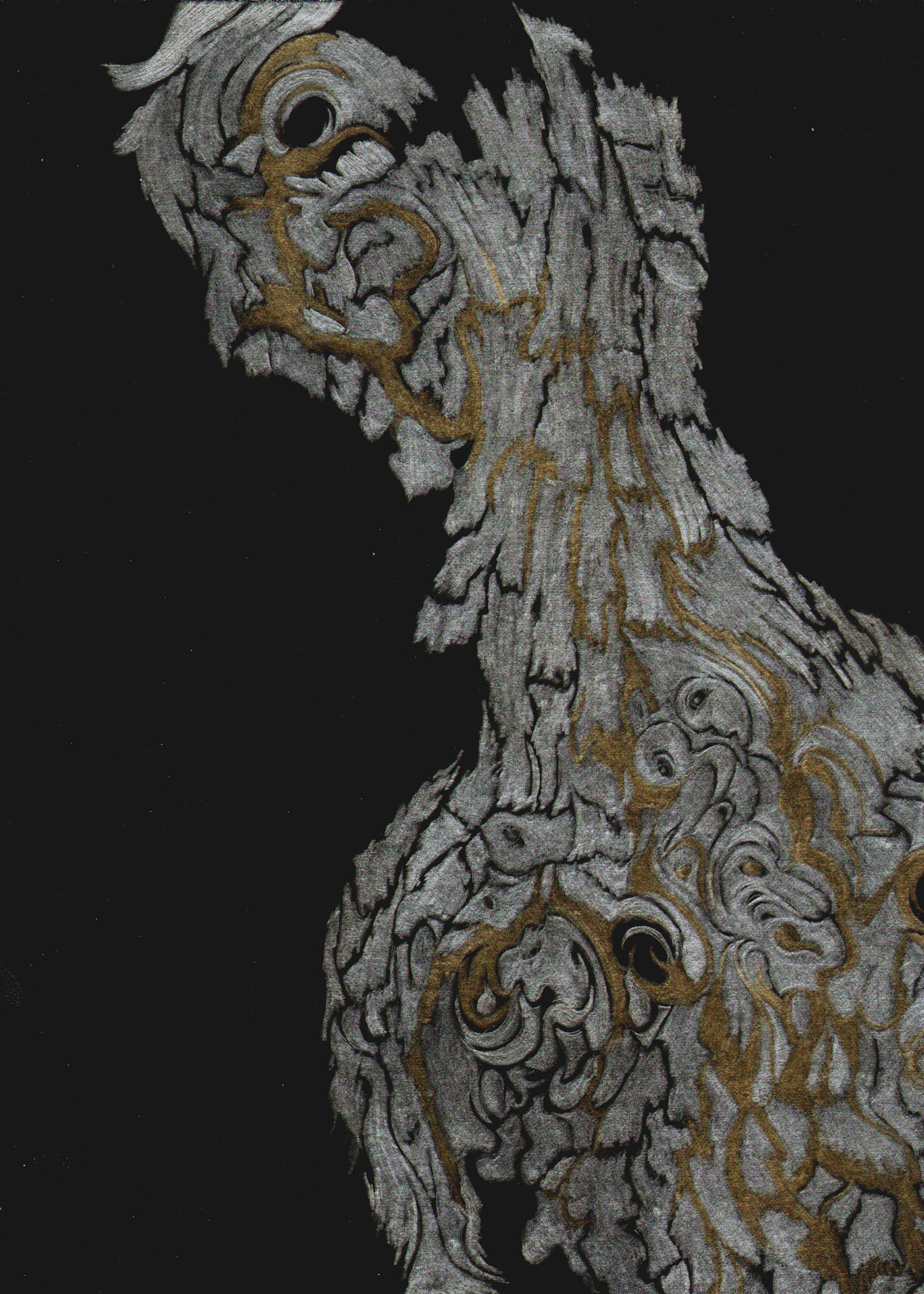
Cork Oak Contours, pointe d'argent, pointe d'or, Jeannine Cook

## Parcours artistique

### Pratique artistique
Dès ses premiers essais en 1979, Cook se trouve parmi les pionniers contemporains qui utilisent le dessin à la pointe de métal comme medium. Avant de se dédier à plein temps au dessin à la pointe de métal, elle avait travaillé dans l’orfèvrerie.

Fréquemment citée dans les références écrites au sujet de la pointe de métal, Cook a également enseigné et donné des conférences sur cette technique,. De plus, elle a plusieurs fois été commissaire pour des expositions de pointe de métal.

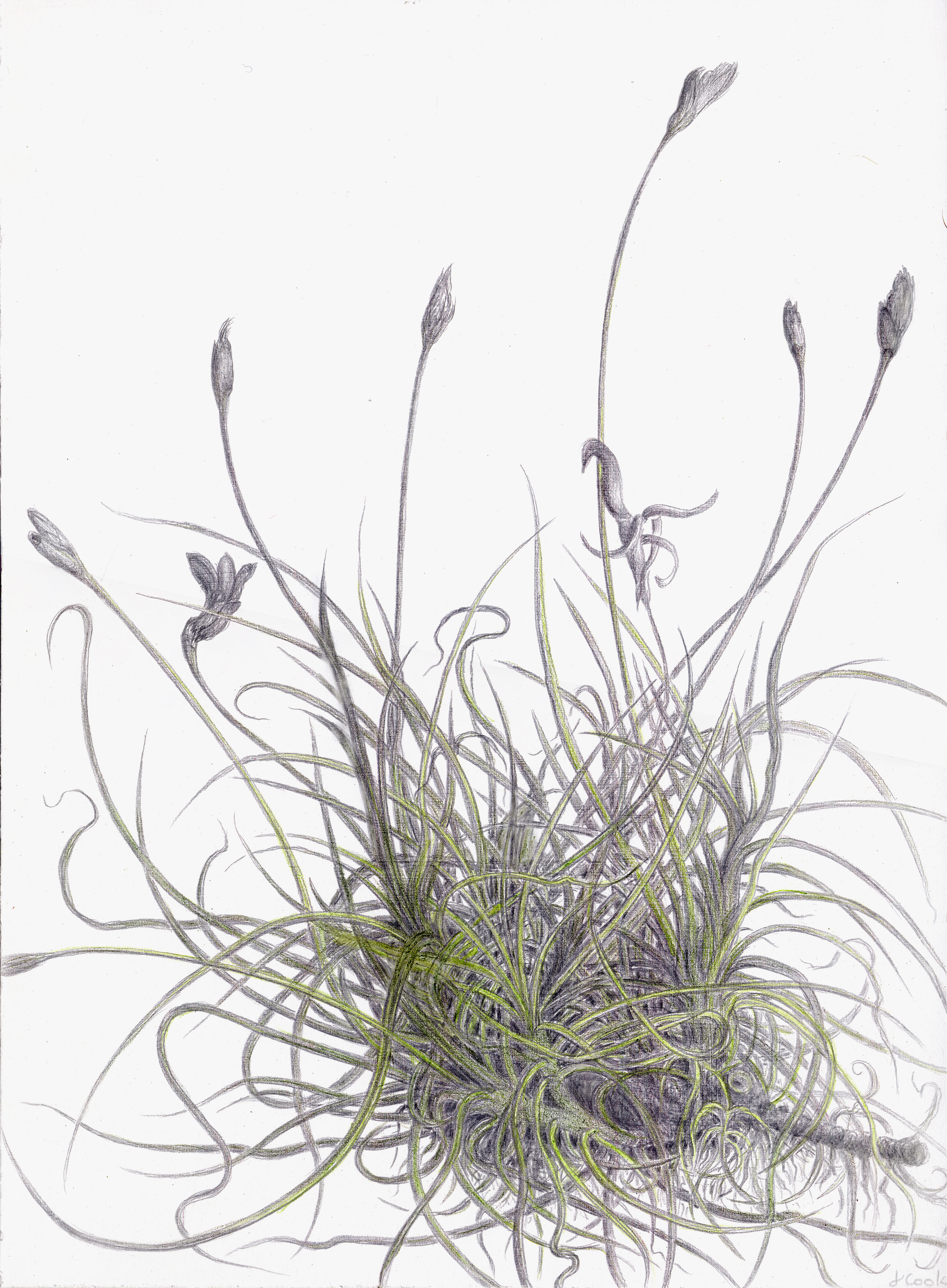
Summer Energy - Tillandsia recurvata, pointe d'argent, aquarelle, Jeannine Cook

La technique s’utilisait dans les monastères européens telle que Lindisfarne dès le VIIIe siècle, mais bien auparavant, en l'an 77 après Jésus-Christ, Pline l’Ancien avait fait allusion au dessin à la pointe d’argent dans son Histoire Naturelle. Très consciente de l’héritage illustre de la technique, Cook dessine plutôt à la pointe d’argent, toujours d’après nature. 

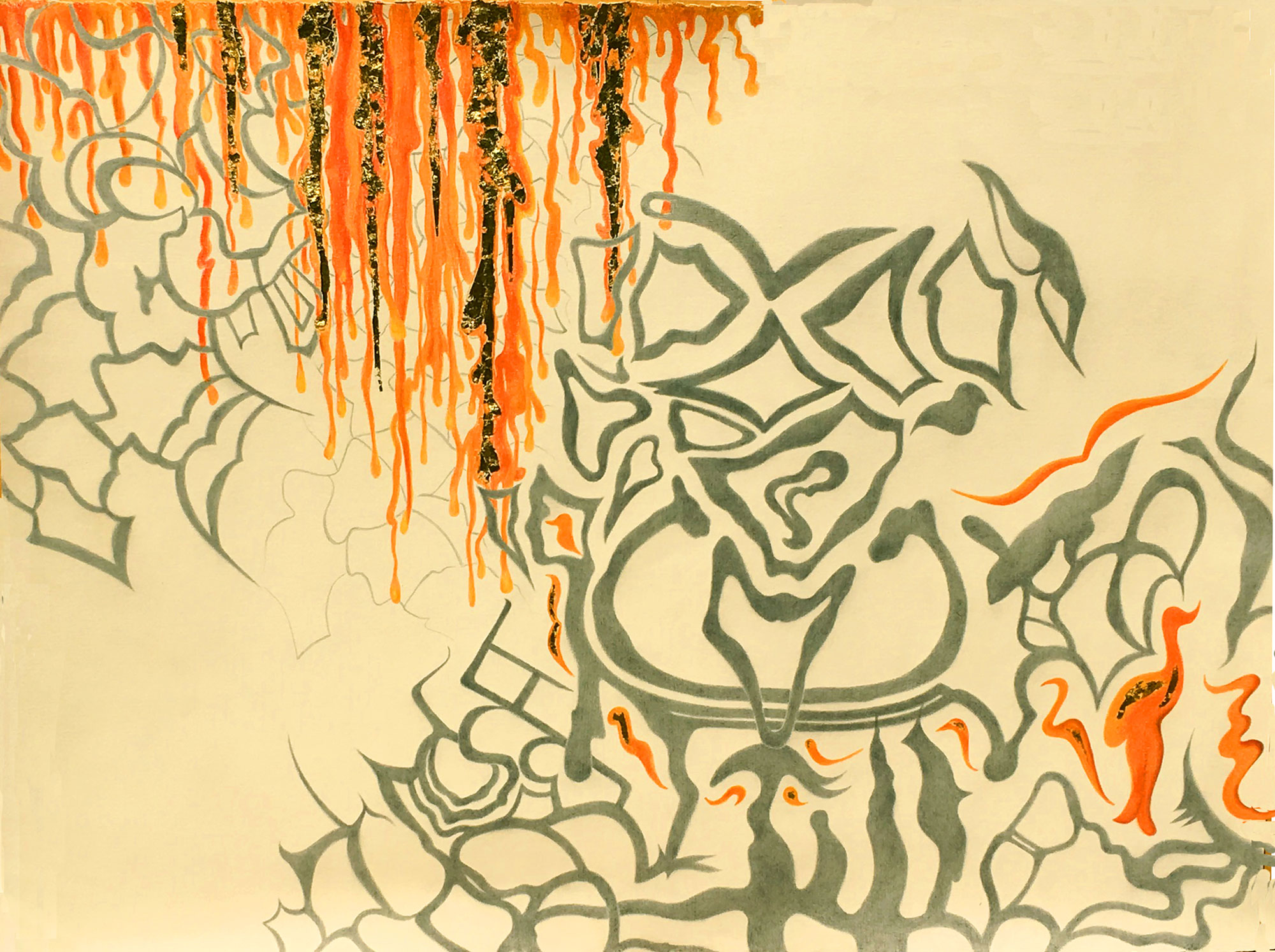
Miro's Pine Tree 1, pointe d'argent, Jeannine Cook

Elle ne fait aucune préparation préalable pour tracer des lignes sur la surface du papier avant de se lancer dans le dessin à la pointe de métal, car elle pense que lorsque l’on travaille sur le vif, cela permet une spontanéité dans le dessin et donne toute sa place à l’intuition dans son déroulement, tout en facilitant l’influence active de la matière dessinée. Pour Cook, cette méthode mène à des résultats inespérés et offre ainsi des possibilités de s’épanouir en tant qu’artiste.
Tout comme d’autres artistes contemporains qui travaillent à la pointe de métal,, Cook expérimente avec ce medium, cherchant des façons innovantes d’élargir son vocabulaire unique. Elle ajoute très souvent des touches de couleur aux dessins monochromatiques, par l’emploi de média tels que les crayons Prismacolor et Polychromos, les papiers Plike ou le washi japonais, du tissu en soie et des fils de soie. Parfois elle prépare la surface du papier ou du support avec un fonds en couleur, comme elle avait fait, par exemple, pour le dessin Tillandsia recurvata. Elle utilise également, de temps en temps, des feuilles d’or ou d’argent pour élargir son répertoire artistique ; de même, elle varie les traits de métal par l’emploi de divers outils en argent ou en or (des cuillères, des bagues ou des bracelets, des morceaux d’argent, etc.). Ses dessins se font sur du papier de différentes dimensions, selon le sujet. En outre, son œuvre comprend des livres d’artiste et des peintures à l’aquarelle.
Son œuvre récente comprend, entre autres, une série de dessins inspirée de Miró, Pensando en Miró, faite à l’intérieur et autour de la Fundación Pilar i Joan Miró à Palma de Mallorca ; une autre série intitulée Terratorium prend sa source dans la région de Chablis en Bourgogne, France, et la série De Naturae consiste d'études de la nature d’inspiration variée. En 2022, Cook se lance dans un ambitieux projet à grande échelle intitulé Olive Tree Waltzes, un ensemble de dessins à la pointe d'argent et à la pointe d'or conçus pour être montrés ensemble.
Une très grande partie de l’œuvre récente de Cook a été réalisée lors de ses résidences en France à La Porte Peinte Centre pour les Arts à Noyers sur Serein, à Bordeneuve Retreat, Betchat, Ariège,  à Kamiyama (Shikoku, Japon),  à RUC, Cividate Camuno, Italie et à l’Hôtel Sainte Valière, Sainte Valière, ainsi qu’au Portugal, à OBRAS en Estremoz.

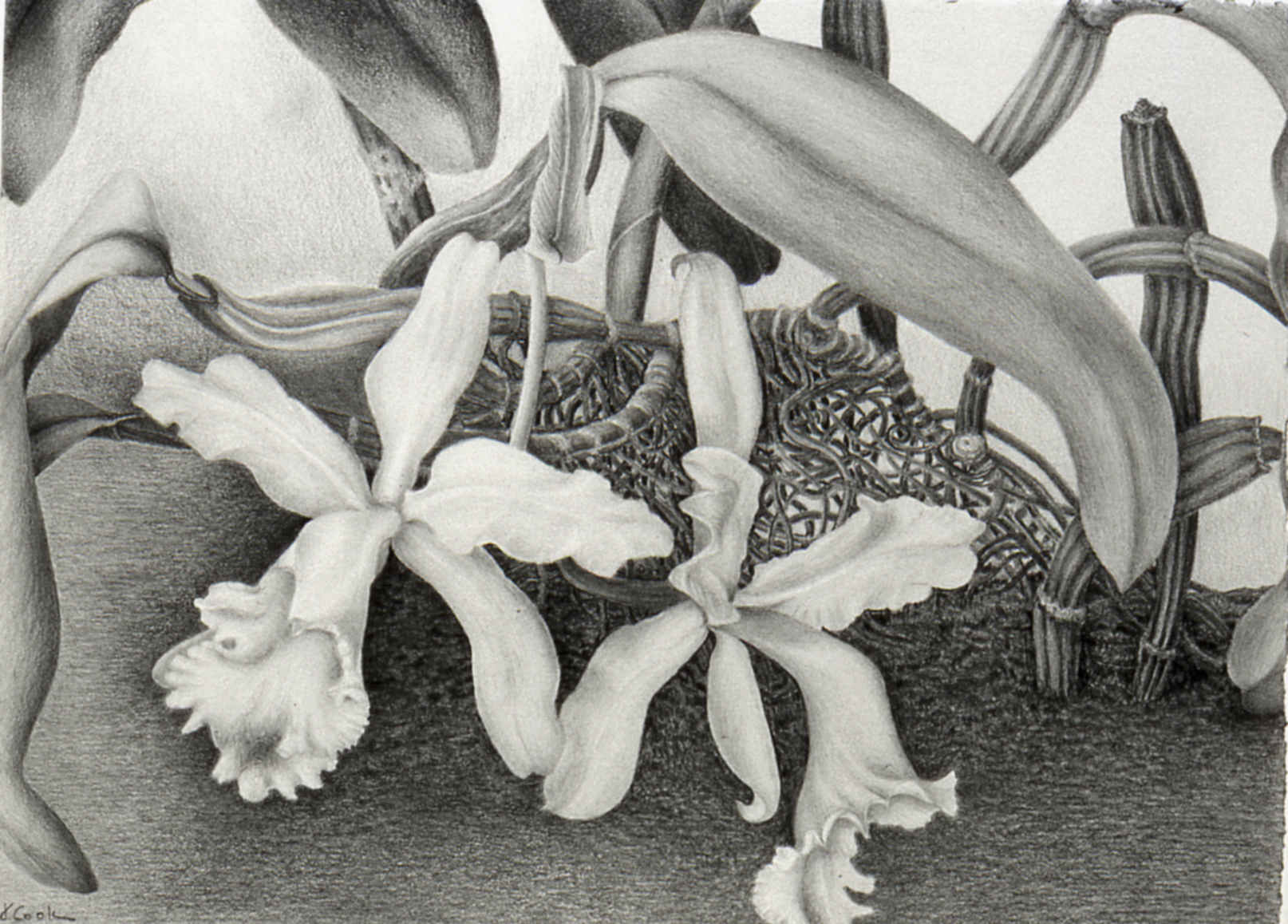
Remembering (Catteleya), graphite, Jeannine Cook
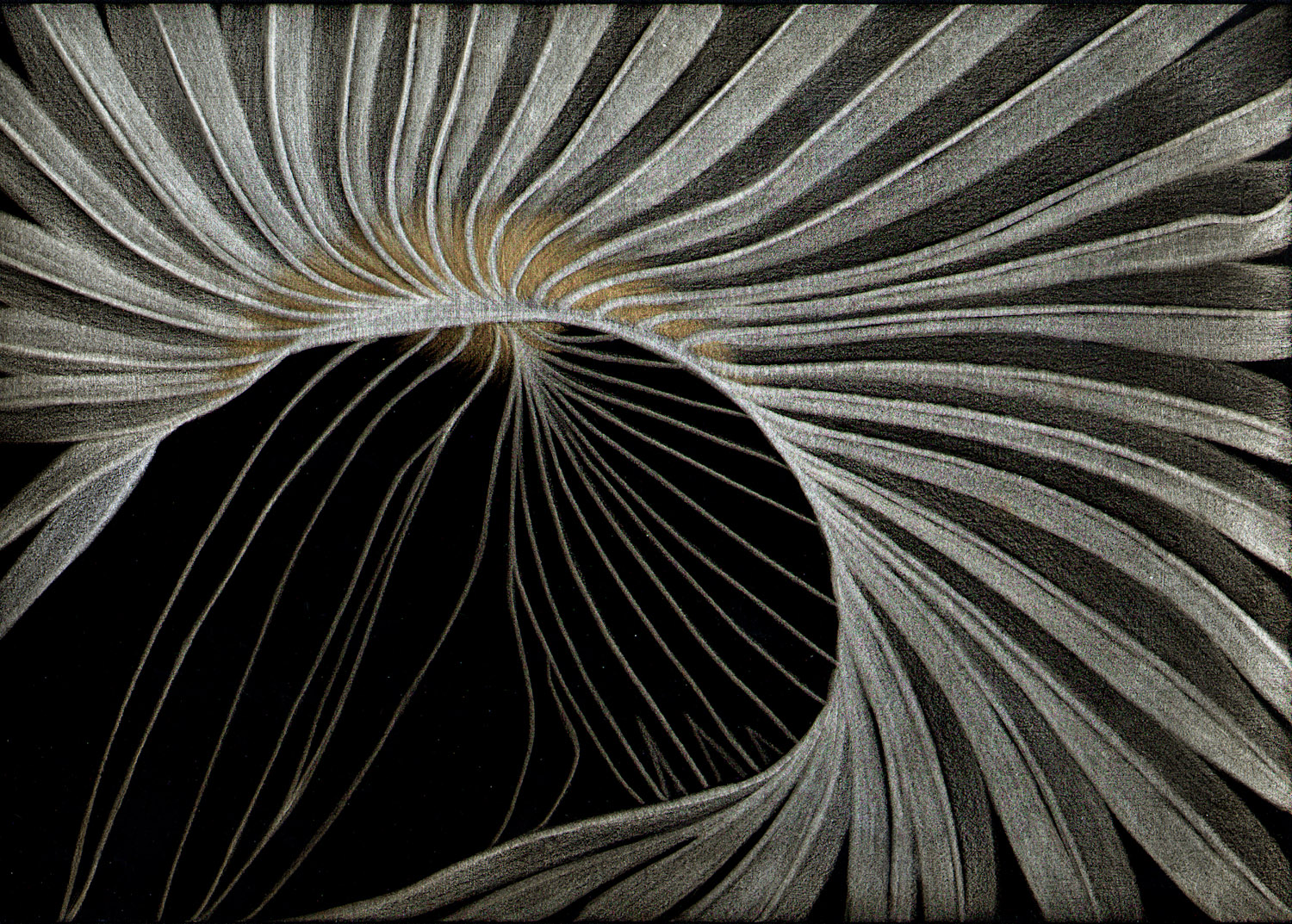
Palmetto Frond, pointe d'argent, Jeannine Cook
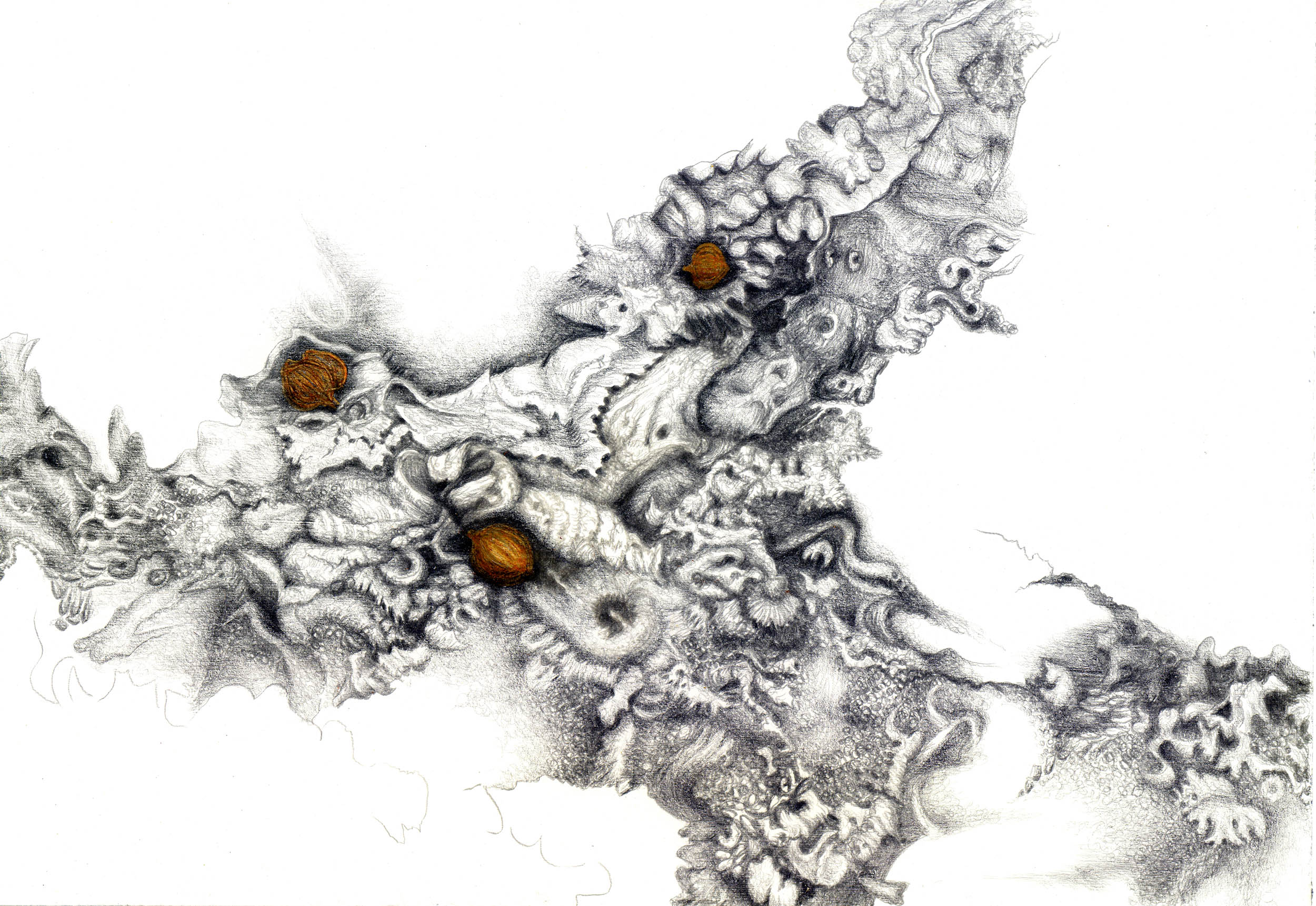
Stone Lace I, pointe d'argent, Prismacolour, Jeannine Cook
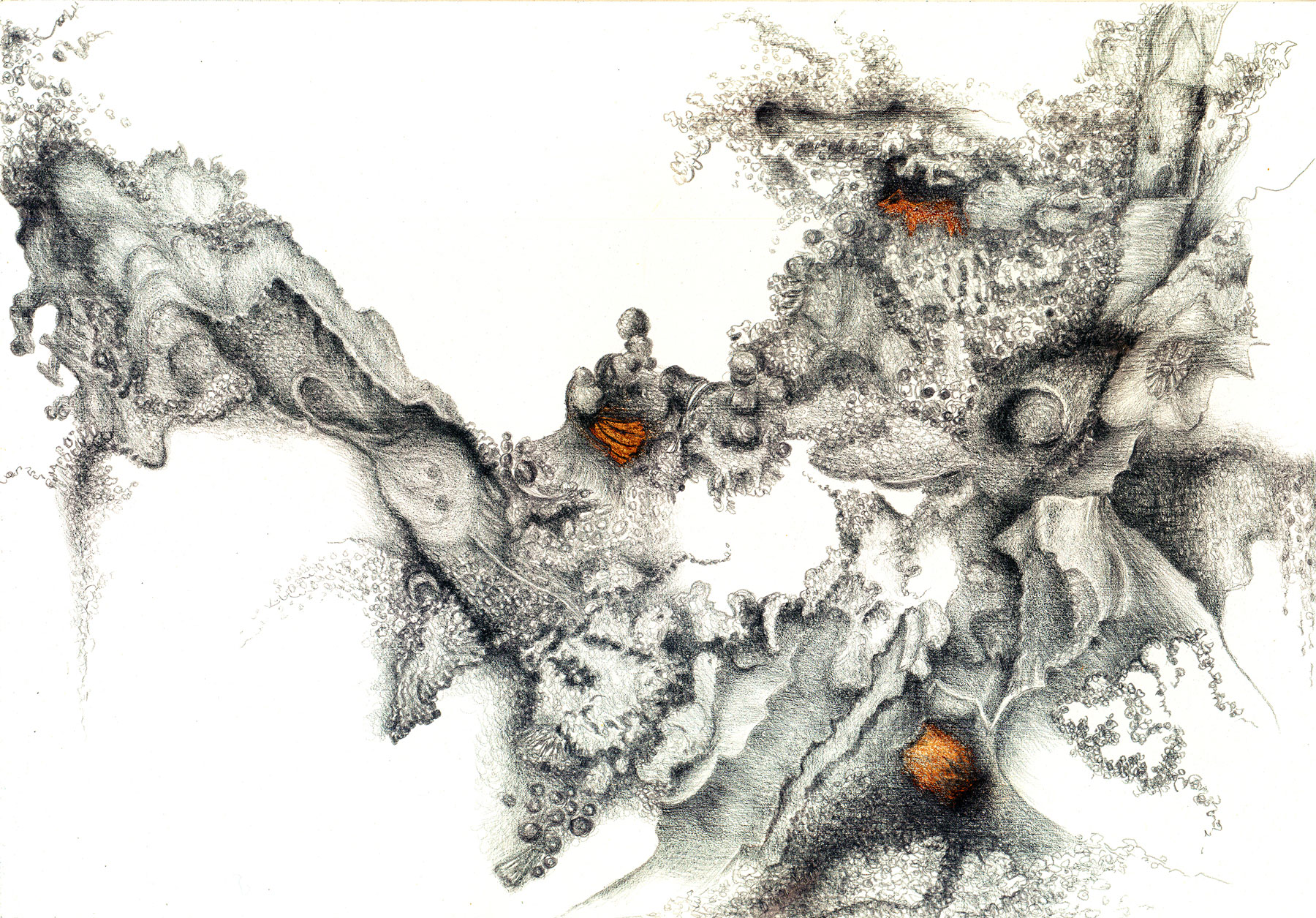
Stone Lace II, pointe d'argent, Jeannine Cook
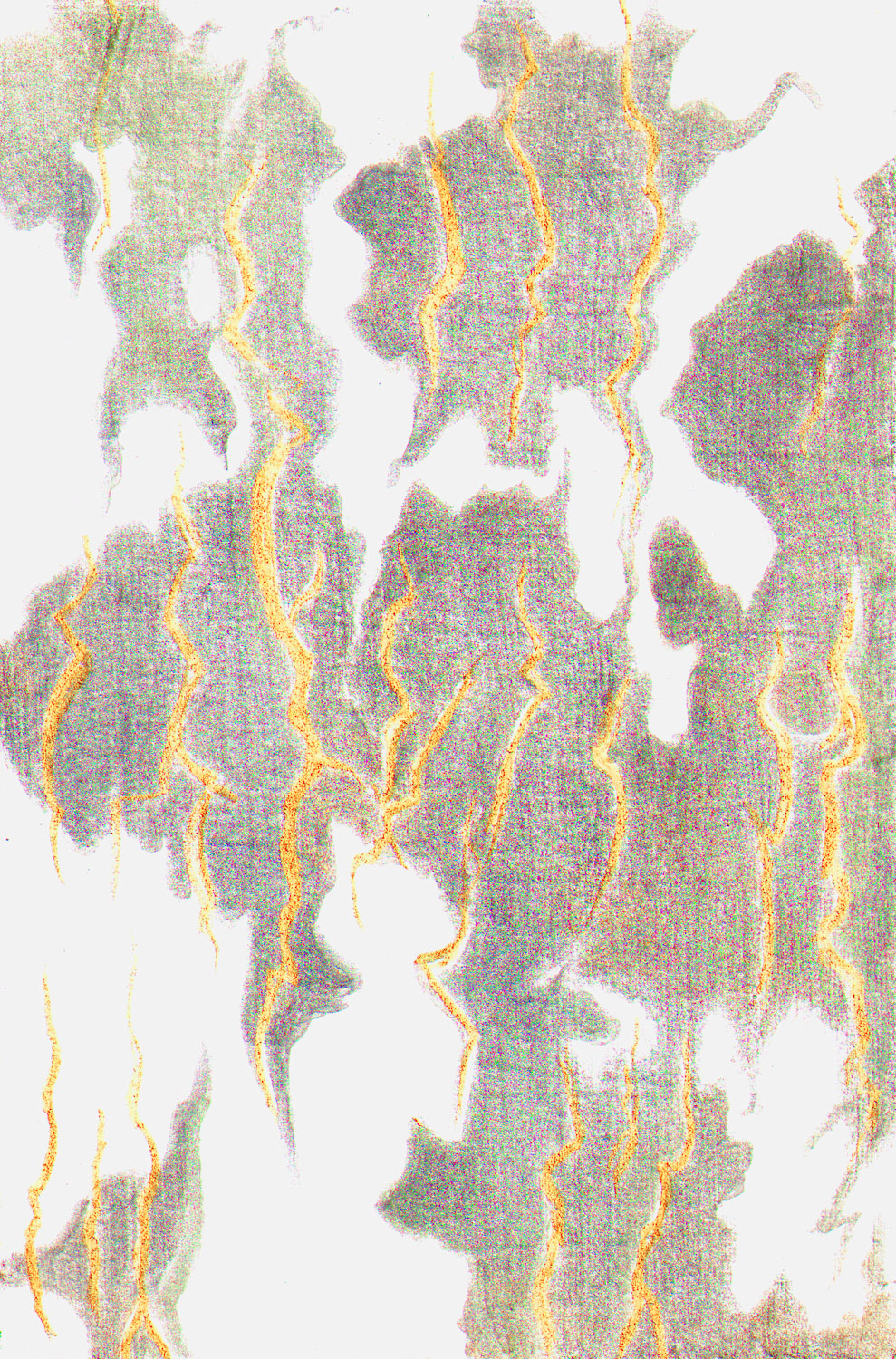
Japanese Maple Bark, pointe d'argent, pointe de cuivre, Prismacolour, Jeannine Cook

### Expositions

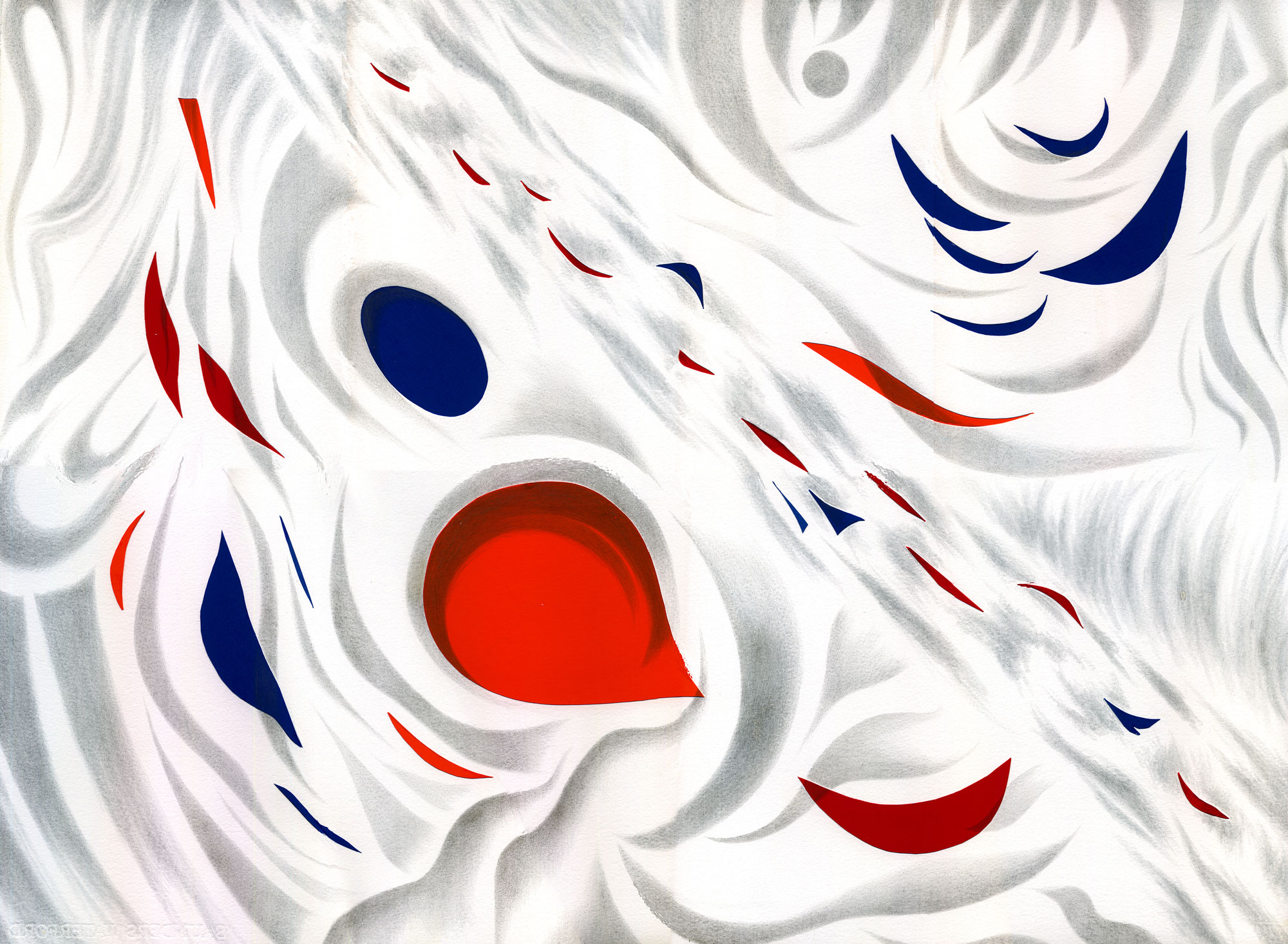
Pensando en Miró 1, pointe d'argent, papier Plike, Jeannine Cook

Les dessins à la pointe de métal de Cook ont été présentés dans des expositions individuelles dans plus d’une douzaine de musées et de galeries au cours des dix dernières années; elle a également participé, depuis 2010, à plus de vingt-deux expositions collectives, sélectionnées ou sur invitation, en galerie ou dans des musées aux Etats-Unis et en Europe. Les lieux d'exposition comprennent le Jardin Botanique Historique La Conception (Malaga, Espagne), Can Vivot (Palma de Mallorca, Espagne),  MA Arte Contemporaneo, Palma de Majorque, Espagne, San Diego Museum of Art, San Diego, Californie, États-Unis, Can Prunera Museu Modernista, Soller, Majorque, Espagne, The Ashantilly Center, Darien, GA, États-Unis, Emory University, Atlanta, Géorgie, États-Unis, Birmingham Botanical Gardens Alabama, États-Unis,, Norfolk Arts Center, Norfolk, Nebraska, États-Unis, Fundación Barceló, Majorque, Espagne, Telfair Museums, Savannah, Géorgie, États-Unis, National Arts Club, New York, New York, États-Unis, Clement Art Gallery, Troy, New York, États-Unis, Evansville Museum of Arts, History and Science, Indiana, États-Unis, Musée des Arts Naïfs et Populaires de Noyers, Noyers sur Serein, Yonne, France, The Colors of Humanity Art Gallery (en ligne), Marbury NYC, New York, New York, États-Unis, Morris Graves Museum of Art, Eureka, Californie, États-Unis, Swope Art Museum, Terre Haute, Indiana, États-Unis, BAMPFA, Berkeley, Californie, États-Unis, La Porte Peinte Centre pour les Arts, Noyers sur Serein, France, le Musée-Galerie Carnot, Villeneuve sur Yonne, France et le North Carolina Museum of Natural Sciences, Raleigh, Caroline du Nord, États-Unis.

### Collections
Des dessins à la pointe de métal de Cook se trouvent dans les collections permanentes de plus de cuarente Institutions artistiques et culturelles en Europe, aux États-Unis et en Australie. Parmi ces institutions figurent le British Museum, Londres, Angleterre, Royaume Uni, le Victoria & Albert Museum, Londres, Angleterre, Royaume Uni, le Fitzwilliam Museum, Université de Cambridge, Royaume Uni, le Whitworth, Manchester, Royaume Uni, le Museum of Fine Arts Houston, Texas, États-Unis, le Museo de Bellas Artes de Bilbao (Espagne),  Huntington Museum of Art, Huntington, West Virginia, États-Unis, Fort Wayne Museum of Art, Fort Wayne, Indiana, États-Unis, la New Hall Women’s Art Collection, Murray Edwards College, Cambridge University, Cambridge, Angleterre, Royaume Uni, le National Museum of Women in the Arts, Washington, DC, États-Unis, le Gibbes Museum of Art, Charleston, Caroline du Sud, États-Unis, le McNay Museum of Art, San Antonio, Texas, États-Unis, le Western Australian Museum, Perth, Australie de l'Ouest, le State Library of Western Australia, Perth, le Legion Paper East, New York, New York, États-Unis, le North Carolina Museum of Natural Sciences, Raleigh, Caroline du Nord, États-Unis, la Collection Dr Shirley A Sherwood, Londres, Angleterre, Royaume-Uni, la Mayo Foundation, Rochester, Minnesota, États-Unis, le Spring Island Trust, Spring Island, Okatie, Caroline du Sud, États-Unis, La Porte Peinte Centre pour les Arts, Noyers sur Serein, France, le Musée-Galerie Carnot, Villeneuve sur Yonne, France, et le Consell de Mallorca, Gobierno de las Islas Baleares, Espagne.

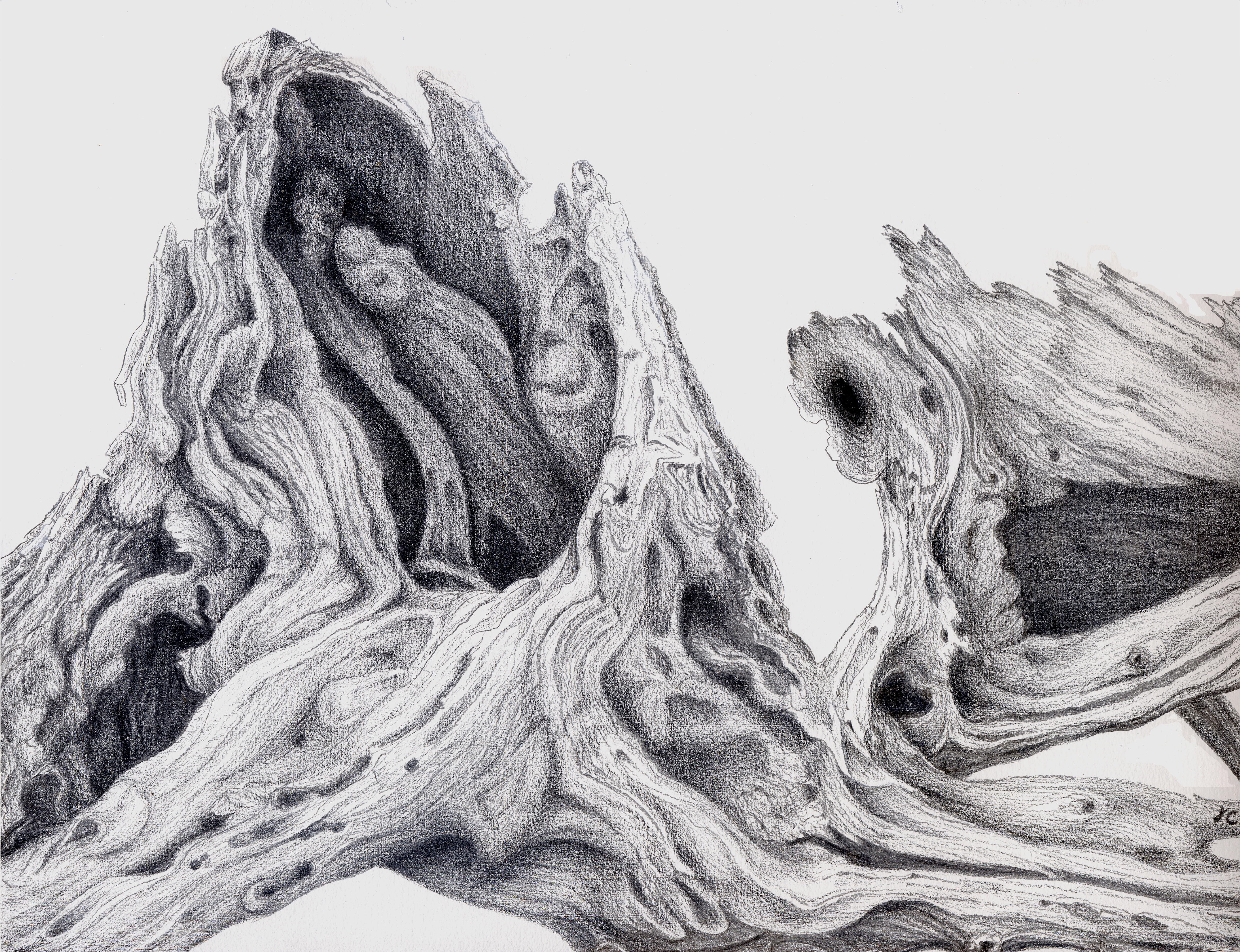
The Weathered Cedar, pointe d'argent, Jeannine Cook. Collection British Museum, Londres, Angleterre.
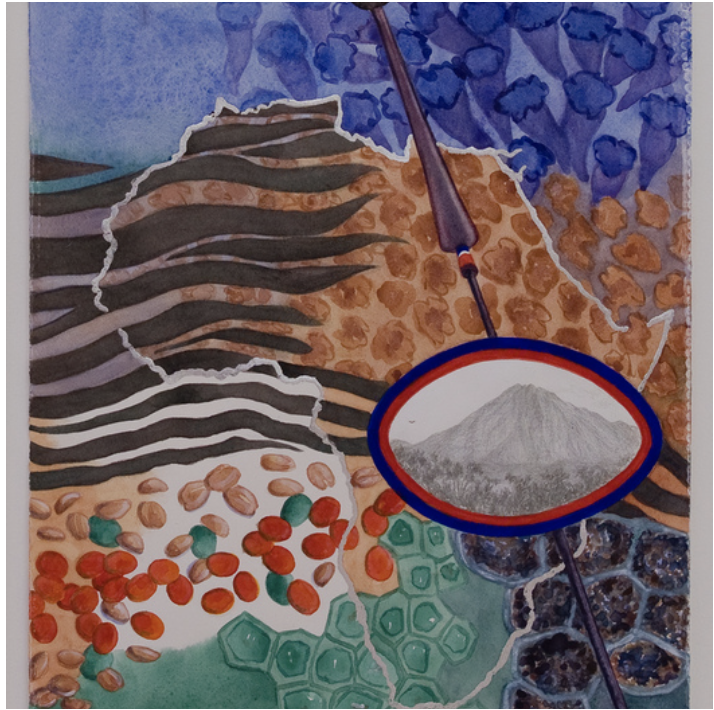
Patterns of Africa, multimédia, Jeannine Cook. Collection New Hall Art Collection, Murray Edwards College, University of Cambridge, Cambridge, Angleterre.
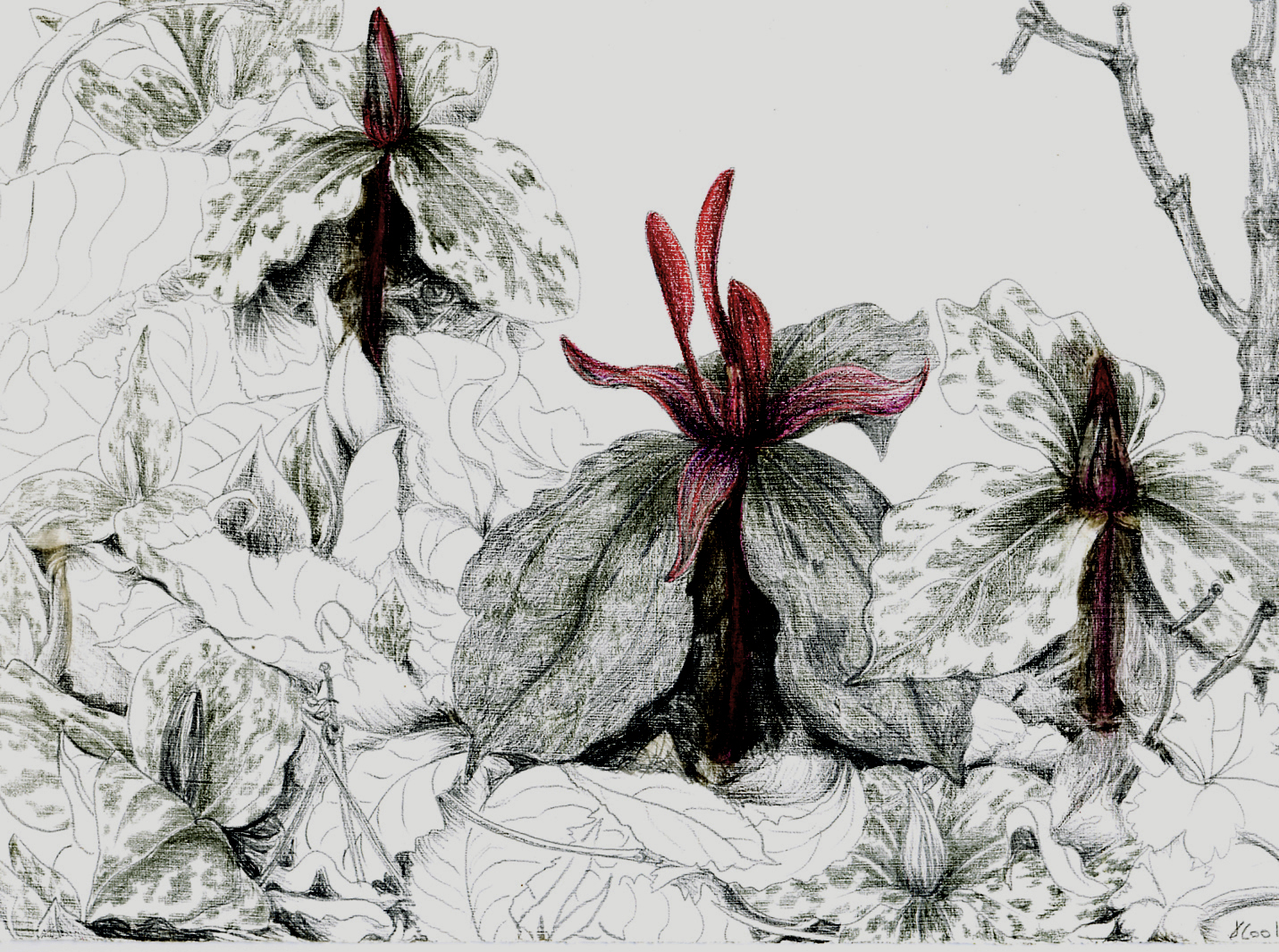
Trillium maculatum, Spring Island, pointe d'argent, pointe de cuivre, Jeannine Cook. Collection Spring Island Trust, Okatie, South Carolina, USA.